# Opsopoeodus
Opsopoeodus is een geslacht van straalvinnige vissen uit de familie van Cyprinidae (Eigenlijke karpers).

## Soort en ondersoorten
- Opsopoeodus emiliae 
  - Opsopoeodus emiliae emiliae 
  - Opsopoeodus emiliae peninsularis